# Puchar Polski (okręg Gdańsk) w piłce nożnej mężczyzn (2019/2020)
W sezonie 2019/2020 Puchar Polski na szczeblu okręgowym w okręgu Gdańsk składał się z 5 rund, w których wzięło udział zespoły z okręgu gdańskiego. Rozgrywki miały na celu wyłonienie zdobywcy Okręgowego Pucharu Polski w okręgu Gdańsk i uczestnictwo w rozgrywkach szczebla regionalnego województwa pomorskiego w sezonie 2019/2020.

## Zwycięzcy
Zwycięzcami pucharu zostały drużyny:
- Wietcisa Skarszewy
- Radunia Stężyca
- Bałtyk Gdynia
- Sokół Zblewo
- Chojniczanka II Chojnice
- KP Starogard Gdański
- Jaguar Gdańsk
- Kaszubia Kościerzyna

## I runda
Unia 1922 Tczew - wolny los
| Gospodarz                   | Wynik    | Gość                    |
| --------------------------- | -------- | ----------------------- |
| Centrum Pelplin             | 2-5      | WKS Lignowy Szlacheckie |
| Szpak Skórcz                | 2-5      | MKP Szlachta            |
| Chojniczanka III Chojnice   | 4-1      | Brda Rytel              |
| Olimpia Czersk              | 1-4      | Unia Klawkowo           |
| Hanza Lider Lniska          | 4-1      | Cartusia II Kartuzy     |
| Gryf Goręczyno              | 6-2      | Słupia Sulęczyno        |
| Orzeł Gołubie               | 0-3 (wo) | Huragan Nowe Polaszki   |
| Olimpic Gdańsk              | 6-2      | Morena Gdańsk           |
| KP Gdynia                   | 0-6      | Osiczanka II Osice      |
| GTS Juszkowo                | 1-6      | Jaguar II Gdańsk        |
| Wisła Steblewo              | 1-2      | GTS Rokitnica           |
| Kolegium Sędziów Gdańsk     | 1-6      | GKS Żukowo              |
| Marynarka Wojenna RP Gdynia | 4-2      | UKS Klukowo             |
| GCE Gdańsk                  | 0-3 (wo) | Santos Gdańsk           |
| Sztorm II Kosakowo          | 1-16     | Celtic Reda             |
| Nörda Karwia                | 7-8      | Sztorm III Kosakowo     |
| Kaszuby Połchowo            | 3-1      | Sokół Strzelno          |
| Huragan Smolno              | 4-0      | GKS Linia               |
| NL6 Gdynia                  | 12-1     | Amator II Kiełpino      |

## II runda
| Gospodarz                   | Wynik        | Gość                    |
| --------------------------- | ------------ | ----------------------- |
| Chojniczanka III Chojnice   | 2-1 (pd.)    | Unia Klawkowo           |
| MKP Szlachta                | 4-7          | Kolejarz Chojnice       |
| Kaszuby Połchowo            | 0-1          | Klif Chłapowo           |
| Sokół Bożepole Wielkie      | 3-3 (k. 6:5) | LZS Bojano              |
| Huragan Smolno              | 0-1          | Start Mrzezino          |
| Sztorm III Kosakowo         | 3-3 (k. 3:5) | Celtic Reda             |
| Wicher Wierzchucino         | 2-8          | KTS-K II Luzino         |
| Hanza Lider Lniska          | 3-1          | LKP Nowa Karczma        |
| Orzeł Straszyn              | 1-2          | Amator Kiełpino         |
| GKS Żukowo                  | 2-8          | KS Mściszewice          |
| Huragan Nowe Polaszki       | 3-3 (k. 2:3) | Santana Wielki Klincz   |
| Gryf Goręczyno              | 0-3          | Radunia II Stężyca      |
| Olimpic Gdańsk              | 2-3          | Potok Kamionka Sopot    |
| NL6 Gdynia                  | 22-0         | Unia 1922 Tczew         |
| Jaguar II Gdańsk            | 3-0 (wo)     | Santos Gdańsk           |
| Ogniwo Sopot                | 6-2          | Polonia Gdańsk          |
| Marynarka Wojenna RP Gdynia | 1-4          | WKS Lignowy Szlacheckie |
| GTS Rokitnica               | 0-4          | Portowiec Gdańsk        |
| Osiczanka II Osice          | 1-6          | Gedania II Gdańsk       |

## III runda
Bałtyk II Gdynia - wolny los
| Gospodarz                    | Wynik        | Gość                            |
| ---------------------------- | ------------ | ------------------------------- |
| Start Mrzezino               | 2-3          | Sztorm Kosakowo                 |
| Gedania II Gdańsk            | 8-0          | Wisła Tczew                     |
| Kolejarz Chojnice            | 1-9          | Potok Pszczółki                 |
| Chojniczanka III Chojnice    | 3-6          | Gwiazda Karsin                  |
| Okland Szprudowo             | 0-9          | Chojniczanka II Chojnice        |
| Jaguar II Gdańsk             | 0-3 (wo)     | Beniaminek 03 Starogard Gdański |
| Błyskawica Reda-Rekowo Dolne | 4-2          | GKS Kolbudy                     |
| Sokół Bożepole Wielkie       | 0-7          | MKS Władysławowo                |
| NL6 Gdynia                   | 1-2          | Wietcisa Skarszewy              |
| Zenit Łęczyce                | 2-1          | GKS Kowale                      |
| Sokół Zblewo                 | 3-1 (pd.)    | Cartusia Kartuzy                |
| Orzeł Trąbki Wielkie         | 1-2          | Jaguar Gdańsk                   |
| Victoria Kaliska             | 3-1          | GLKS Różyny                     |
| Tęcza Brusy                  | 1-2          | GKS Przodkowo                   |
| GTS Mokry Dwór               | 2-1          | Sporting Leźno                  |
| Celtic Reda                  | 0-8          | Kaszubia Kościerzyna            |
| Klif Chłapowo                | 0-8          | Orkan Rumia                     |
| Orzeł Subkowy                | 1-0          | Wierzyca Pelplin                |
| Santana Wielki Klincz        | 3-0 (wo)     | Orlęta Reda                     |
| Radunia II Stężyca           | 1-0 (pd.)    | Gedania Gdańsk                  |
| KS Mściszewice               | 0-7          | Stolem Gniewino                 |
| KTS-K II Luzino              | 0-5          | Lechia II Gdańsk                |
| Amator Kiełpino              | 0-6          | Arka II Gdynia                  |
| Hanza Lider Lniska           | 0-10         | KTS-K Luzino                    |
| Ogniwo Sopot                 | 2-1          | Czarni Pruszcz Gdański          |
| Potok Kamionka Sopot         | 3-3 (k. 4:3) | AP Sopot                        |
| WKS Lignowy Szlacheckie      | 2-1          | Wda Lipusz                      |
| Portowiec Gdańsk             | 2-3          | Meteor Pinczyn                  |

## IV runda
Do gry dołączają III-ligowcy: Radunia Stężyca, Bałtyk Gdynia, KP Starogard Gdański.
| Gospodarz                       | Wynik    | Gość                 |
| ------------------------------- | -------- | -------------------- |
| Chojniczanka II Chojnice        | 8-1      | Orzeł Subkowy        |
| Sztorm Kosakowo                 | 0-4      | Lechia II Gdańsk     |
| WKS Lignowy Szlacheckie         | 1-3      | Radunia Stężyca      |
| Orkan Rumia                     | 1-7      | Bałtyk Gdynia        |
| Santana Wielki Klincz           | 4-3      | GTS Mokry Dwór       |
| Potok Kamionka Sopot            | 2-3      | Meteor Pinczyn       |
| Gwiazda Karsin                  | 0-3 (wo) | Kaszubia Kościerzyna |
| MKS Władysławowo                | 1-6      | Arka II Gdynia       |
| Wietcisa Skarszewy              | 2-0      | Bałtyk II Gdynia     |
| Radunia II Stężyca              | 0-4      | KP Starogard Gdański |
| Beniaminek 03 Starogard Gdański | 2-3      | Potok Pszczółki      |
| Błyskawica Reda-Rekowo Dolne    | 0-10     | Stolem Gniewino      |
| Gedania II Gdańsk               | 4-1      | GKS Przodkowo        |
| Ogniwo Sopot                    | 0-5      | Sokół Zblewo         |
| Zenit Łęczyce                   | 4-0      | Victoria Kaliska     |
| Jaguar Gdańsk                   | 3-0 (wo) | KTS-K Luzino         |

## V runda (finały)
| Gospodarz             | Wynik | Gość                     |
| --------------------- | ----- | ------------------------ |
| Wietcisa Skarszewy    | 2-1   | Stolem Gniewino          |
| Zenit Łęczyce         | 1-2   | Radunia Stężyca          |
| Santana Wielki Klincz | 0-5   | Bałtyk Gdynia            |
| Sokół Zblewo          | 3-0   | Potok Pszczółki          |
| Meteor Pinczyn        | 0-5   | Chojniczanka II Chojnice |
| Gedania II Gdańsk     | 0-3   | KP Starogard Gdański     |
| Jaguar Gdańsk         | 1-0   | Arka II Gdynia           |
| Kaszubia Kościerzyna  | 3-2   | Lechia II Gdańsk         |